# Grad Barkometer
Das Grad Barkometer (Einheitenzeichen: °Bk oder °Bark), auch Grad Eitner, nach dem österreichischen Chemiker Wilhelm Eitner, ist eine Einheit in der Lederindustrie mit der die relative Dichte von Gerbebrühen bestimmt wird. Die Bezeichnung Grad Barkometer ist vor allem in den USA und Großbritannien üblich, da dort der Brühenmesser als Barkometer bezeichnet wird.

## Umrechnung
1 °Bk = 1,001 Relative Dichte